# Amata johanna
Amata johanna là một loài bướm đêm thuộc phân họ Arctiinae, họ Erebidae.